# Largo de Andaluz

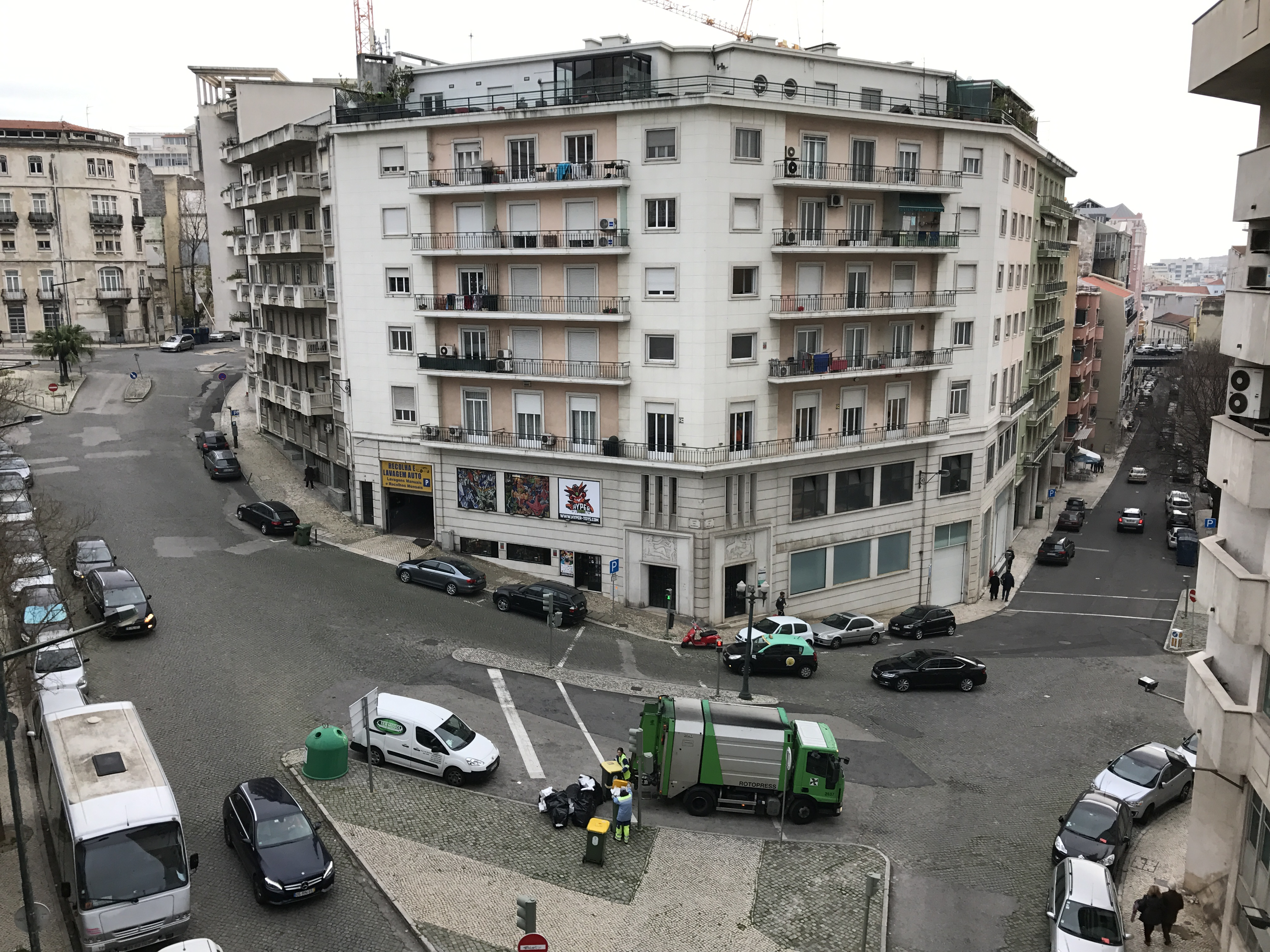
Vista geral do largo, tomada do lado da Av. F. P. Melo (à direita, a R. S. Marta).

O Largo de Andaluz é um largo localizado nas freguesias de Arroios e Santo António, em Lisboa.
Apesar de se encontrar em mau estado, foi o local mais importante da freguesia do Coração de Jesus, pois foi aqui que a freguesia “nasceu”. Para marcar este local histórico, encontra-se o Chafariz do Andaluz.

## Chafariz

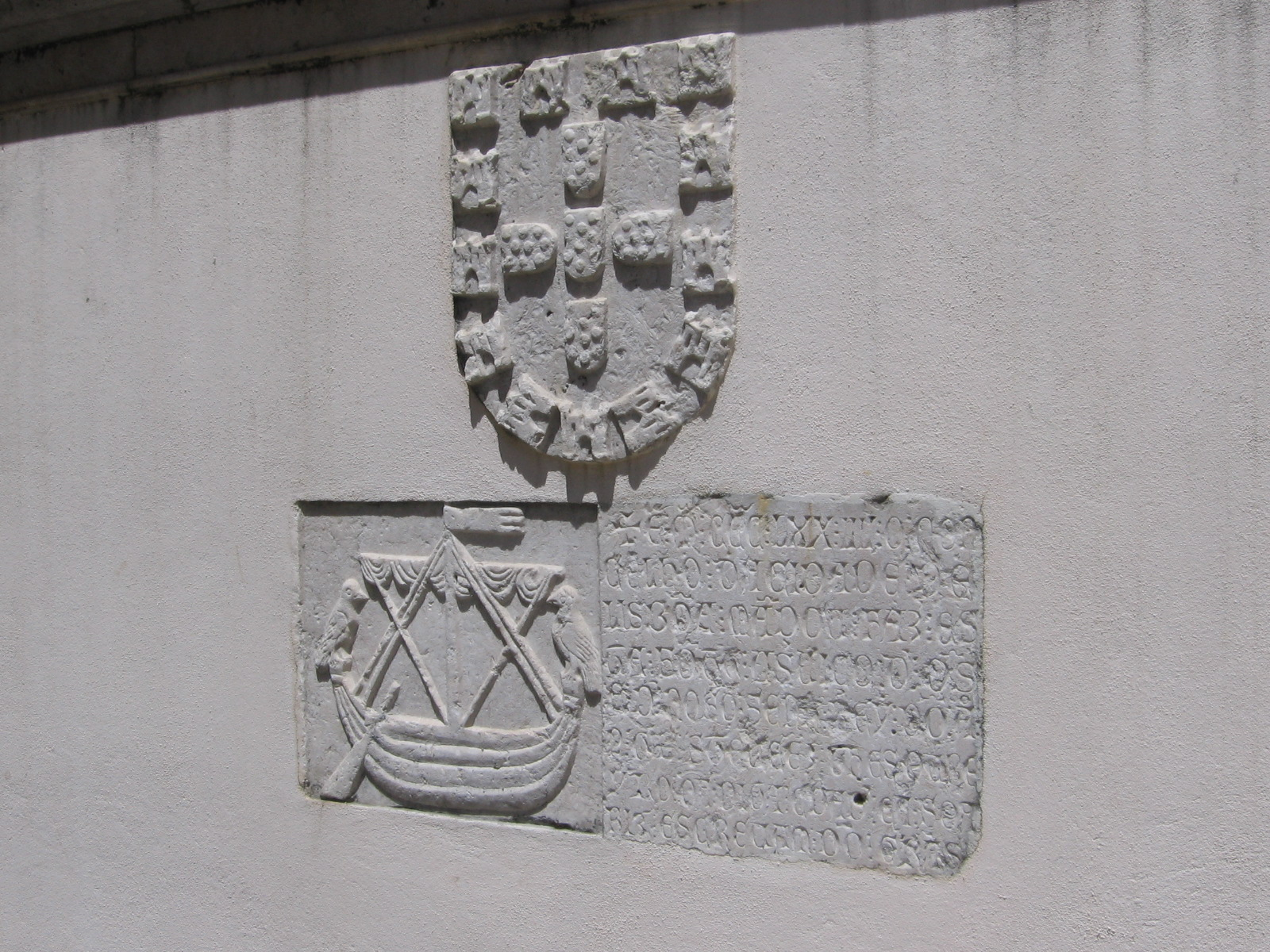
Lápide no espaldar do Chafariz do Andaluz

O Chafariz do Andaluz, inaugurado em 1336, no Largo do Andaluz – o chafariz ostenta no seu espaldar, uma pedra de armas de D. Afonso IV sobre uma lápide bipartida, com o brasão da cidade à esquerda e uma inscrição, à direita, onde pode ler-se: "Na era de 1374, o concelho da cidade de Lisboa mandou fazer a fonte a serviço de Deus e do nosso Rei D. Afonso por Gil Esteves tesoureiro da dita cidade e Afonso Soares, escrivão, a Deus graças".
O Chafariz do Andaluz encontra-se situado no Largo de Andaluz, um pequeno recanto no topo norte da Rua de Santa Marta, na freguesia de Santo António, anteriormente Coração de Jesus, em Lisboa.
Foi mandado edificar em 1336 pela Câmara de Lisboa, conforme inscrição que ostenta no espaldar, ao lado do brasão de Lisboa e sob a pedra de armas de D. Afonso IV.
O Chafariz do Andaluz possui representadas as Armas de Portugal e de Lisboa, as quais datam de 1336. Estas armas foram uma das fontes do desenho das actuais Armas de Lisboa, adoptadas em 1940, com fundamento em parecer da Comissão de Heráldica da Associação dos Arqueólogos Portugueses.